# Heidelberger Appell
Der Heidelberger Appell ist ein Aufruf zum Thema Urheberrecht, der vom Heidelberger Literaturwissenschaftler Roland Reuß initiiert wurde. Er wendet sich gegen die Digitalisierung urheberrechtlich geschützter Werke durch die Google Buchsuche und gegen Open Access. Er wurde am 22. März 2009 veröffentlicht und richtet sich an die deutsche Bundesregierung und die Regierungen der Länder. Der Heidelberger Appell ist mit einer Unterschriftenaktion im Internet verbunden. Er fand innerhalb weniger Wochen mehr als 2600 Unterzeichner, darunter zahlreiche Autoren, Verleger, Wissenschaftler und Publizisten. Zugleich wurde er von vielen Wissenschaftlern und Publizisten als fehlerhaft und irreführend zurückgewiesen.

## Inhalt des Appells
Der Heidelberger Appell versteht sich als ein politischer Appell an die deutsche Regierung, das geltende Urheberrecht, das er „massiven Angriffen ausgesetzt und nachhaltig bedroht“ sieht, national und international zum Schutz der Urheber „mit allen zu Gebote stehenden Mitteln zu verteidigen“.

### Google Book Settlement und YouTube
Als akute Bedrohung des Urheberrechts werden einerseits Urheberrechtsverletzungen seitens der Firma Google durch Digitalisieren geschützter Werke für deren Internet-Dienst Google Buchsuche angeführt.
Ein großes Problem sah der Heidelberger-Appell im so genannten Google Book Settlement. Dies war ein Vergleichsvorschlag, den die Firma Google auf eine Sammelklage US-amerikanischer Verlage und Autoren ausgearbeitet hatte. Wäre dieser Vergleich in seiner ersten Fassung vor dem New Yorker Gericht zustande gekommen, hätte er auch nicht-amerikanische Verlage und Autoren betroffen. Zudem hätten Autoren gegen die Vergleichsvereinbarungen nach amerikanischem Recht nicht mehr nachträglich prozessieren können, sofern sie sich nicht zuvor durch individuellen Einspruch aus der Sammelklage ausgeschlossen hätten. Google hätte dann jedes Werk deutschsprachiger Autoren, die keinen Einspruch in den USA eingelegt haben, in digitalisierter Form auf seiner Plattform zur Ansicht stellen können, ohne dass hiergegen, zumindest auf amerikanischem Boden, noch rechtlicher Einspruch der Autoren möglich gewesen wäre. Die internationale Kritik am Google Book Settlement, an der die deutsche Bundesregierung und die EU-Kommission beteiligt waren, bewog Google schließlich zur Erarbeitung eines neuen Vergleichsvorschlags, der im November 2009 vorgelegt wurde und europäische Bücher (bis auf britische) aus dem Vergleich ausschloss.
Konkret genannt wird im Heidelberger Appell auch YouTube – seit 2006 eine Plattform der Firma Google – und kritisiert, dass diese Urheberrechtsverletzungen betreibe und ermögliche. Dies führe letztlich zu einer größeren Akzeptanz von Urheberrechtsverletzungen. In Bezug auf YouTube wurde etwa zeitgleich mit dem Heidelberger Appell die Verwertungsgesellschaft GEMA aktiv, indem sie eine bis zum 31. März 2009 gültige Nutzungsvereinbarung mit YouTube nicht verlängerte. Seitdem können Musikvideos von Künstlern, die von der GEMA vertreten werden, von Deutschland aus nicht mehr abgerufen werden (siehe Hauptartikel: YouTube, Abschnitt Urheberrechtsverletzungen).

### Open Access
Der Appell sieht andererseits in der Verpflichtung von deutschen Wissenschaftlern zur Publikation ihre Forschungsergebnisse mittels Open Access einen Zwang zu einer bestimmten Publikationsform und kritisiert, dass Autoren auf diese eine Publikationsform festgelegt werden sollen. Hintergrund hierfür ist die Aufforderung der Allianz der deutschen Wissenschaftsorganisationen an Wissenschaftler, dass diese entweder primär mittels Open Access publizieren oder zumindest zusätzlich diese Publikationsform wählen. Damit wird ein einfacher Zugang zu diesen Publikationen ermöglicht und die öffentliche Hand möglichst wenig finanziell belastet. Der Heidelberger Appell sieht hierin „weitreichende Eingriffe in die Presse- und Publikationsfreiheit, deren Folgen grundgesetzwidrig wären“. Er befürchtet, dass den Autoren Entscheidungsmöglichkeiten und individualrechtliche Ansprüche verlorengingen, und sieht daher die in Artikel 5 des Grundgesetzes garantierte Pressefreiheit sowie die Freiheit von Forschung und Lehre gefährdet.
Der Text des Appells nimmt implizit, Roland Reuß in einem späteren Artikel explizit, auf § 12(1) des Urheberrechtsgesetzes Bezug: „Der Urheber hat das Recht zu bestimmen, ob und wie sein Werk zu veröffentlichen ist.“

## Wirkungen
Bis Mitte Dezember 2009 erhielt der Appell mehr als 2600 Unterzeichner, darunter viele Autoren und Verlage. Zu den prominenten Unterstützern gehören Persönlichkeiten aus den Bereichen Kultur (unter anderem Siegfried Lenz, Günter Grass, Peter Zadek, Jan Philipp Reemtsma) und Wissenschaft (Kurt Flasch, Klaus Reichert, Dieter Borchmeyer, Karl Corino und andere). Auch eine Vielzahl deutscher Verlage (unter anderem Suhrkamp, S. Fischer, C.H. Beck, Carl Hanser, Reclam), Fotografen, Illustratoren und Publizisten (Michael Naumann, Bascha Mika, Tilman Spengler, Matthias Matussek und weitere) und zwei Bundestagsabgeordnete (Hans-Peter Bartels und Sabine Leutheusser-Schnarrenberger) unterzeichneten den Appell. Der Schriftsteller Peter Glaser zog seine Unterschrift im April 2009 wieder zurück, weil er lediglich ein Vorgehen gegen Google unterstütze, nicht aber die Kritik teile, die der Heidelberger Appell an der Verknüpfung von Fördergeldvergaben mit der Verpflichtung auf Open-Access-Publikationen übe.
Neben der Erklärung der Allianz der deutschen Wissenschaftsorganisationen und der Stellungnahme des Aktionsbündnisses Urheberrecht für Bildung und Wissenschaft sind in Online-Medien und Blogs überwiegend kritische Stimmen laut geworden. Während hingegen Printmedien wie Die Zeit, die Frankfurter Allgemeine Zeitung und Der Spiegel dem Appell tendenziell zusprachen, wurde er von Online-Medien wie Perlentaucher, dem c’t-magazin und heise online / Telepolis durchweg kritisch kommentiert. Zu den Kritikern zählen der Publizist Matthias Spielkamp, der Literaturwissenschaftler Florian Cramer, sowie der Kunsthistoriker Hubertus Kohle, ehemaliges Mitglied eines DFG-Fachausschusses, und der Journalist David Harnasch.
Unter anderem wird kritisiert, der Heidelberger Appell betreibe Alarmismus und vermische mit seiner Kritik an der Google-Buchsuche und der Kritik an einem Zwang zu Open Access zwei grundverschiedene Dinge. In diesem Zusammenhang wurde dem Appell auch Instrumentalisierung der intellektuellen Öffentlichkeit vorgeworfen. Das Online-Magazin Telepolis hat bei einer Befragung von zehn prominenten Unterzeichnern „Unklarheiten bei den Unterzeichnern“ festgestellt.
Die Frankfurter Allgemeine Zeitung, die vor allem den Befürwortern des Heidelberger Appells ein Forum bot und gemeinsam mit Reuß eine Tagung zum Thema Urheberrecht initiierte (siehe unten), betreibe eine Kampagne, bei der es nicht um alte Rechte von Urhebern, sondern um neue Rechte für Verlage geht.
Die im Text des Heidelberger Appells namentlich genannte Allianz der deutschen Wissenschaftsorganisationen hat dem Appell am 25. März 2009 entschieden widersprochen: Die Allianz sehe sich durch den Appell „mit der inakzeptablen Unterstellung konfrontiert, die Freiheit zur Veröffentlichung in grundgesetzwidriger Weise beschneiden zu wollen“.
Die damalige Bundesjustizministerin Brigitte Zypries (SPD), der damalige Chef des Kanzleramts Thomas de Maizière (CDU), der Staatsminister Bernd Neumann (CDU) und Hans-Joachim Otto (FDP), Vorsitzender des Bundestagsausschusses für Kultur und Medien, drückten dem Heidelberger Appell im April 2009 ihre Unterstützung aus. Zypries nannte das Verhalten von Google in einem Brief an Reuß „nicht akzeptabel“. Mit Bezug auf das zweite Anliegen des Appells, den Schutz der Publikationsfreiheit der Wissenschaftler, kündigte de Maizière an, man werde auch die Open-Access-Bewegung aufmerksam beobachten und nötigenfalls regulatorischen Handlungsbedarf prüfen. Auch der damalige Vizekanzler Frank-Walter Steinmeier (SPD) sprach sich mit Hinweis auf die Rechte der Autoren gegen das „Vorpreschen“ Googles „ohne rechtliche Grundlage“ aus.
Anfang Mai 2009 wurde das abschließende Anhörungsverfahren für das Google Book Settlement vom 11. Juli 2009 auf den 6. Oktober 2009 vertagt. Die Widerspruchsfrist für Verlage und Autoren („Nicht-Teilnahme-Frist“) wurde vom 5. Mai 2009 bis zum 4. September 2009 verlängert. Für den deutschen Buchmarkt hat die VG Wort einen eigenen Regelungsvorschlag ausgearbeitet. Die Verwertungsgesellschaft bietet Verlagen und Autoren an, deren Rechte an ihren Werken in einer eigenen Sammelklage in den USA zu vertreten. Neben Vergütungsansprüchen für von Google bereits digitalisierte Bücher und einer Lizenzierung von Digitalisaten vergriffener Titel durch die VG Wort ist die Entfernung von lieferbaren und vergriffenen Titeln aus der Google-Buchsuche vorgesehen. Die VG Wort beabsichtigt hierfür, gemeinsam mit der Deutschen Nationalbibliothek eine eigene Datenbank aufzubauen. Als erster großer deutscher Verlag ist C.H. Beck aus dem Google Book Settlement ausgestiegen. Der Verlag kündigte Ende Mai 2009 an, „unabhängig von den Plänen der VG Wort“ die Rechte für sich und seine Autoren selbst wahrzunehmen. Der weltgrößte Buchkonzern Random House, eine Tochter von Bertelsmann, und das schwedische Medienhaus Bonnier stehen den Plänen der Firma Google zustimmend gegenüber.
Am 7. und 8. Mai 2009 veranstaltete das Bundesministerium der Justiz eine internationale Konferenz zur „Zukunft des Urheberrechts“. Bernd Neumann ließ den Streit um die Digitalisierung von Büchern durch Google auf die Tagungsordnung des europäischen Kulturministerrats am 11. und 12. Mai 2009 setzen. Bundesjustizministerin Zypries bat am 28. Mai 2009 die Europäische Kommission, sich des Themas Google-Buchsuche anzunehmen, und forderte ein europäisches Vorgehen gegen Google. Seit Mai 2009 ist die VG Wort in Gesprächen mit den Verwertungsgesellschaften Österreichs und der Schweiz, um eine Monopolstellung von Google zu verhindern.
Am 15. Juli 2009 fand in Frankfurt am Main die Tagung „Autorschaft als Werkherrschaft in digitaler Zeit“ statt, auf der das Anliegen des Heidelberger Appells von verschiedenen Seiten beleuchtet wurde. Eine Vertreterin der Deutschen Forschungsgemeinschaft erklärte auf der Tagung, dass es niemals die Absicht der Allianz der Wissenschaftsorganisationen gewesen sei, die grundgesetzliche Basis der Wissenschaftsfreiheit in Frage zu stellen, und dass es jedem Wissenschaftler in Deutschland freistehe, zu publizieren, in welchem Medium er wolle.
In einer Stellungnahme beurteilen die Wissenschaftlichen Dienste des Deutschen Bundestages den Heidelberger Appell kritisch und heben die Vorteile der Digitalisierung und von Open Access hervor.
Google kündigte im Rahmen der gerichtlichen Vergleichsverhandlungen im September 2009 an, auf die Bedenken aus dem Ausland einzugehen. Neben der Bundesregierung und der EU-Kommission hatte auch der Internetversandhändler Amazon Kritik am Google Book Settlement geübt, insofern er darin Wettbewerbsbeschränkungen sah. Mitte November 2009 gab Google der internationalen Kritik nach und lenkte mit einem neuen Vergleichsvorschlag ein, der europäische Titel, soweit sie urheberrechtlich geschützt sind, aus dem Vergleich ausschließt. Das Gericht hat dem geänderten Vergleichsvorschlag am 19. November 2009 vorläufig zugestimmt.